# Яригін Іван Сергійович
Іва́н Сергі́йович Яри́гін (нар. 7 листопада 1948, село Усть-Камзас Кемеровської області — пом. 11 жовтня 1997) — радянський, борець вільного стилю, дворазовий олімпійський чемпіон, чемпіонат світу з боротьби.

## Життєпис
1978 року закінчив Красноярський педагогічний інститут, факультет фізичного виховання.
На тренерській посаді з 1979 року. Заслужений тренер Радянського Союзу (1982). Головний тренер збірної СРСР та Росії в 1981—1997 р. Під його керівництвом збірна СРСР перемогла на Олімпійських іграх 1988 р. Головний тренер Об'єднаної команди на олімпійських іграх 1992 р. Президент федерації спортивної боротьби Росії в 1994—1997 р. Член бюро ФІЛА (1994—1997).
Нагороджений орденом Леніна (1976), Почесним знаком «За заслуги в розвитку фізичної культури і спорту» (1997).
Іван Яригін загинув 11 жовтня 1997 року в автомобільній катастрофі на автостраді Махачкала-Кисловодськ в Ставропольському краї недалеко від міста Нефтекумська.

## Досягнення
- Заслужений майстер спорту СРСР (1972)
- Чемпіон Олімпійських ігор 1972, 1976 р. в напівважкій вазі.
- Переможець чемпіонату світу 1973 р.
- Переможець кубку світу 1973, 1976, 1977, 1979, 1980 р.
- Переможець чемпіонату Європи 1972, 1975, 1976 р.
- Срібний призер чемпіонату Європи 1970, 1974 р.
- Переможець всесвітньої Універсіади 1973 р.
- Чемпіон Союзу 1970, 1973 р.